# Felicijanova isprava
Felicijanova isprava ili Felicijanova povelja isprava ostrogonskoga nadbiskupa Felicijana iz 26. travnja 1134. u kojoj se iznose pojedinosti o dolasku prvoga zagrebačkoga biskupa Duha u Zagreb. U njoj se također donose podatci o utemeljenju zagrebačke biskupije, zbog čega se često naziva i “krsnim listom Zagrebačke biskupije”, a i prvi se put spominje ime Zagreba i Čazme. Čuva se u Nadbiskupskom arhivu u Zagrebu.

Tekst Felicijanove isprave (povelje) glasi: 
Tekst na latinskom: